# Lysiphlebus hirtus
Lysiphlebus hirtus är en stekelart som beskrevs av Jaroslav Stary 1985. Lysiphlebus hirtus ingår i släktet Lysiphlebus och familjen bracksteklar. Inga underarter finns listade i Catalogue of Life.